# درو هال
درو هال (بالإنجليزية: Drew Hall)‏ هو لاعب كرة قاعدة أمريكي، ولد في 27 مارس 1963 في لويفيل في الولايات المتحدة.

## وصلات خارجية
- درو هال على موقعبيزبول رفرنس.كوم (الدوري الرئيسي) (الإنجليزية)
- درو هال على موقعبيزبول رفرنس.كوم (الدوري الثانوي) (الإنجليزية)
- درو هال على موقع مشجعي الرسوم البيانية (الإنجليزية)